# قهوه کن‌لچه
قهوه کن‌لچه در اسپانیایی به معنی شیر قهوه، نوشیدنی محبوب در اسپانیا و برخی کشورهای آمریکای لاتین است که با شیر و قهوه تهیه می‌شود.